# Instruktion (juridik)
Instruktion är i svensk förvaltningsrätt beteckningen på en författning med bestämmelser om en myndighets organisation, arbetssätt med mera. Regeringen utfärdar instruktioner för underlydande statsmyndigheter. Varje myndighet har sin egen instruktion och brukar själv anta en arbetsordning. Gemensamma bestämmelser för flera förvaltningsmyndigheter under regeringen finns i myndighetsförordningen (2007:515).
Sveriges riksdag beslutar om instruktioner för sina verk, till exempel för Justitieombudsmannen. Inom den kommunala förvaltningen talar man i stället vanligen om reglemente.